# 赵洪璋
赵洪璋（1918年7月8日—1994年2月7日），男，河南淇县人，中国小麦育种学家，中国科学院院士（学部委员）。他选育的小麦品种碧玛1号和长丰3号对黄河中下游地区的小麦生产作出了重大贡献。

## 生平
1940年毕业于西北农学院农艺系，后留校任教，曾任西北农学院教授。1955选聘为中国科学院院士（学部委员）。